# Loch Dùghaill
Loch Dùghaill (auch Loch Doule oder Loch Doughaill genannt) ist ein Süßwassersee in den schottischen Highlands. Er liegt etwa acht Kilometer nordöstlich von Loch Carron und etwa einen Kilometer nordwestlich des Dorfes Balnacra im Glen Carron.
Der See ist etwa 2,2 km lang und circa 500 m breit. Er wird vom River Carron, der als Loch Carron in die Schottische See mündet, durchflossen. Ortschaften oder Ansiedlungen am Ufer des Sees gibt es keine. Am Nordwestufer verlaufen aber sowohl die A890 als auch die Kyle of Lochalsh Line, eine Eisenbahnstrecke, die beide nach Kyle of Lochalsh führen. Etwa 500 m vom Nordufer entfernt befindet sich die Achnashellach Rail Station, welche mehrfach täglich von Zügen der First ScotRail bedient wird. Der See ist dementsprechend leicht zu erreichen.